# Трудолюбовка (Херсонская область)
Трудолюбовка (укр. Трудолюбівка) — село в Нововоронцовской поселковой общине Бериславского района Херсонской области Украины.

## Население
Население по переписи 2001 года составляло 274 человека.

### Языковой состав
Родной язык населения по данным переписи 2001 года:
| Язык       | Численность, чел. | Доля     |
| ---------- | ----------------- | -------- |
| Украинский | 267               | 97,45 %  |
| Русский    | 6                 | 2,19 %   |
| Другое     | 1                 | 0,36 %   |
| Итого      | 274               | 100,00 % |